# 마간당 부하이
《마간당 부하이》(필리핀어: Magandang Buhay)는 필리핀의 아침 텔레비전 토크쇼이다.

## 같이 보기
- ABS-CBN